# Donald Peers
Donald Peers, celým jménem Donald Rhys Hubert Peers, (10. července 1908 – 9. srpna 1973) byl velšský zpěvák. Narodil se v Ammanfordu. V roce 1940 narukoval do armády, ze které odešel v roce 1944. Již v té době bavil ostatní vojáky svými výstupy. V roce 1944 nahrál píseň „In a Shady Nook by a Babbling Brook“ (původně z roku 1927, jejími autory byli E. G. Nelson a Harry Pease). Později nahrál řadu dalších písní a rovněž vystupoval ve filmech. Později se usadil v Austrálii. Zemřel v anglickém městě Hove ve věku 65 let.